# Tiki (Schnitzkunst)

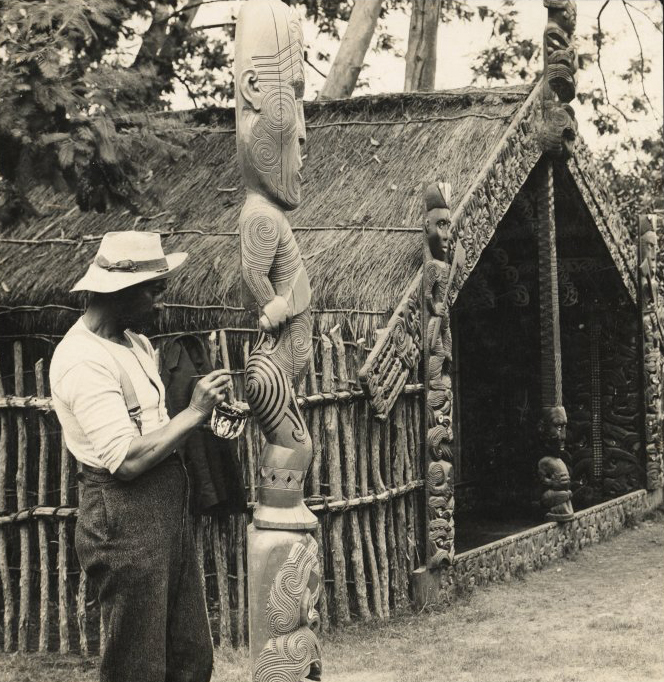
Tiki aus Holz, Whakarewarewa, Neuseeland, 1905

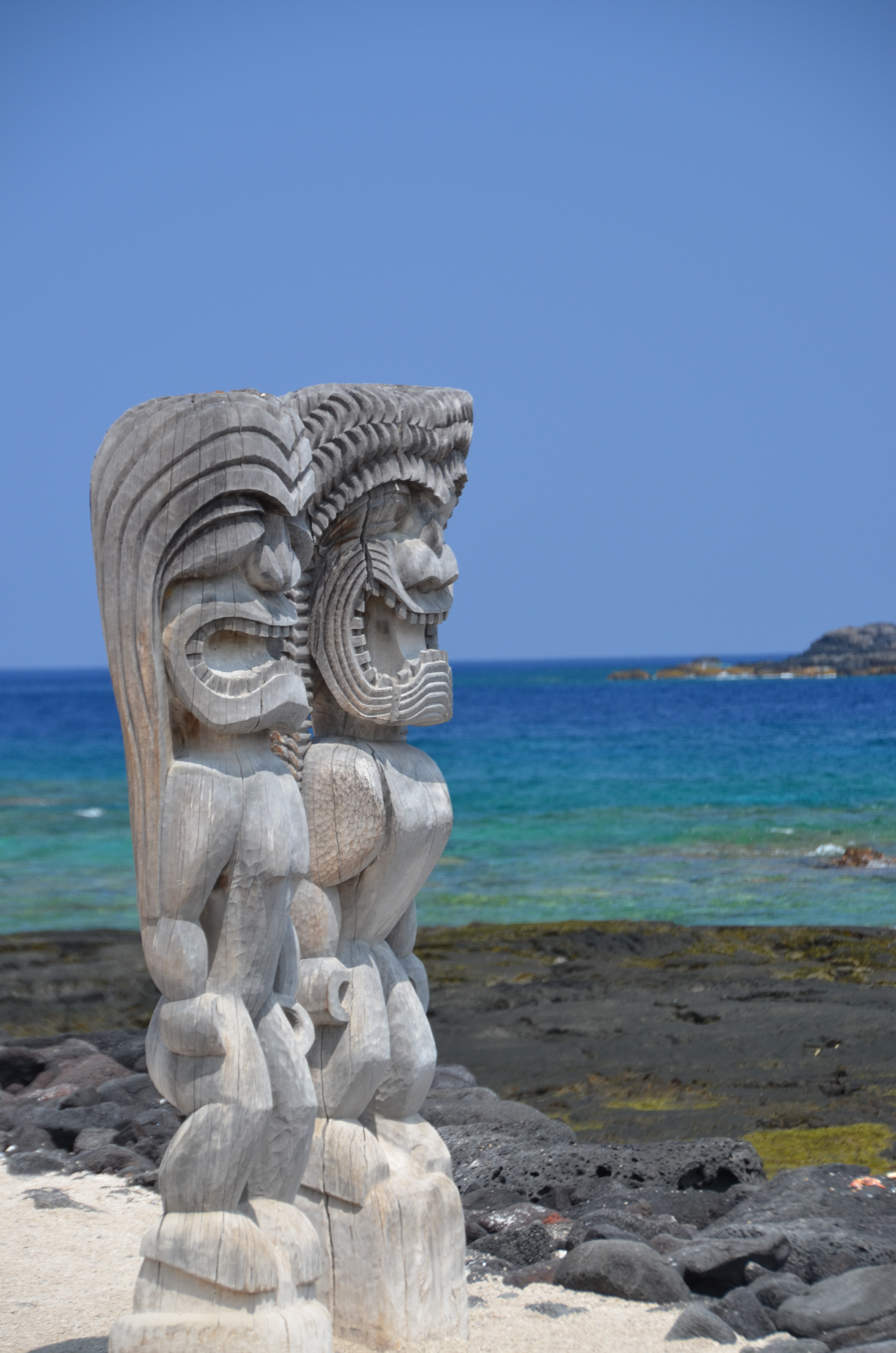
Kiʻi im Puʻuhonua o Hōnaunau National Historical Park

Als Tiki oder Tiki-Figur werden aus Holz oder Nephrit geschnitzte Figuren bezeichnet, die im Ahnenkult einiger Südseekulturen verbreitet sind. Es sind anthropomorphe Figurinen mit leicht überdimensionierten Köpfen und fratzenhaften Gesichtern. Die Köpfe sind oft leicht zur Seite geneigt, als würden sie lauschen. Die Körper sind meist mit Ornamenten verziert, welche die rituellen Tätowierungen polynesischer Priester nachahmen sollen.
In der Sprache der Māori Neuseelands bedeutet der Begriff Tiki „Erster Mensch“ oder „Erster Mann“. Sogenannte Hei-Tiki bezeichnen dort kleine Figuren, die häufig aus Pounamu (Nephrit, auch Neuseeland-Jade genannt) geschnitzt und an einer Flachsschnur als Amulett um den Hals getragen werden. Gemäß dem Volksglauben sollen sie den Gebeten, Gesängen und Wunschbitten des Trägers lauschen (was ihre zur Seite geneigten Köpfe erklärt) und ihn vor Missgeschicken und Verwünschungen bewahren.
Das Wort tiki wird in der Sprache der Māori, der rarotonganischen, tuamotuischen und marquesanischen Sprache sowie auf Penrhyn auch allgemeiner für Abbilder, geschnitzte menschliche Figuren, Skulpturen oder Figuren verwendet. Es entspricht tiʻi im Tahitischen und kiʻi im Hawaiischen.
In den 1950er- bis frühen 1960er-Jahren hatte die sogenannte Tiki-Kultur ihren Höhepunkt in den USA. Dabei handelte es sich um eine Modewelle, die in die Gestaltung von unzähligen Kunst- und Alltagsgegenständen, z. B. Cocktailbechern, Lampen, Körperschmuck, Skulpturen usw., sowie in die Wohnhaus-, Bar-, Restaurant- und Hotel-Architektur Eingang fand.